# Acció judicial
Acció judicial (títol original: Class Action) és una pel·lícula estatunidenca de Michael Apted estrenada l'any 1991. Ha estat doblada al català.

## Argument
Tot al llarg de la seva brillant carrera, l'advocat Jedediah Ward ha defensat de grans causes amb genersitat, de vegades en detriment dels seus. La seva filla, Maggie, igualment advocada, litiga sense passió, volent escapar a la influència del seu pare al qual no perdona les seves absències passades i les seves infidelitats.
Un dia, se li confia la defensa dels interessos de la societat Argo, un dels cotxes de la qual, un Meridian, construït l'any 1985, és acusat d'haver provocat nombrosos accidents de la carretera. Davant de Maggie... el seu propi pare. Descobreix l'existència de l'informe d'un expert que ha descobert falles al cotxe, un informe que ha estat enterrat pels constructors. En efecte, segons ells, returar cotxes del mercat hauria costat massa car. A la vegada acuitada pel seu cap, qui li promet una promoció, i amenaçada de radiació, Maggie decideix callar. Però quan descobreix que l'informe ha estat destruït, no pot impedir posar el seu pare sobre la pista.
Ells dos, Jedediah i Maggie trenquen el sistema reputat i invencible de les grans societats contra els demandants de baix de l'escala.

## Repartiment
- Gene Hackman: Jedediah Tucker Ward
- Mary Elizabeth: Maggie Ward
- Corin Friels: Michael Grazier
- Joanna Merlin: Estelle Ward
- Larry Fishburne: Nick Holbrook
- Donald Moffat: Quinn
- Jan Rubes: Pavel
- Matt Clark: el jutge Symes
- Fred Dalton Thompson: Dr. Gretchell
- Jonathan Silverman: Brian
- Joan McMurtrey: Ann
- Anne Elizabeth Ramsay: Deborah
- David Byron: Carl
- Tim Hopper: Howie
- Robert David Hall: Steven Kellen
- Victor Talmadge: Bernstein
- Wood Moy: M. Minh